# Gilgenkreuz

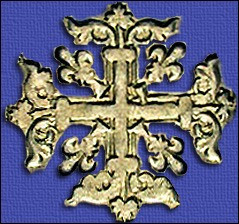
Gilgenkreuz

Ein Gilgenkreuz (ital. giglio = Lilie) besteht aus einem zu einem Kreuz verlängerten Liliensymbol (Lilienkreuz) wie bei den Herrschern aus dem Haus Anjou oder auf dem Gigliato, einem seit dem 14. Jahrhundert in Italien geprägten Silbergroschen.
Dabei bildet ein herkömmliches gleich langes Kreuz die Grundlage. Die eigentliche Form wird durch lilienförmige Auswüchse, vegetabilische Verzierungen und Arabesken geschaffen.

## Weblink
- Gigliato mit Gilgenkreuz